# Vosges du Nord
Vosges du Nord este o arie protejată (arie de protecție specială avifaunistică — SPA) din Franța întinsă pe o suprafață de 4.995,53 ha, integral pe uscat.

## Localizare
Centrul sitului Vosges du Nord este situat la coordonatele 48°48′53″N 7°20′04″E / 48.81472°N 7.33444°E.

## Înființare
Situl Vosges du Nord a fost declarat arie de protecție specială avifaunistică în baza directivei 79/409 din 1979 referitoare la conservarea păsărilor sălbatice pentru a proteja 16 specii de animale.

## Biodiversitate
Situată în ecoregiunea continentală, aria protejată nu include niciun habitat protejat.
La baza desemnării sitului se află mai multe specii protejate de  păsări (16): minunița (Aegolius funereus), pescăruș albastru (Alcedo atthis), rață mare (Anas platyrhynchos), stârc cenușiu (Ardea cinerea), buha (Bubo bubo), caprimulg (Caprimulgus europaeus), ciocănitoarea de stejar (Dendrocopos medius), ciocănitoare neagră (Dryocopus martius), șoim călător (Falco peregrinus), găinușă de baltă (Gallinula chloropus), ciuvică (Glaucidium passerinum), sfrâncioc roșiatic (Lanius collurio), ciocârlie de pădure (Lullula arborea), viespar (Pernis apivorus), ciocănitoare verzuie (Picus canus), sitar de pădure (Scolopax rusticola).
Pe lângă speciile protejate, pe teritoriul sitului au mai fost identificate 9 specii de plante, 26 de specii de păsări, 4 specii de amfibieni, 5 specii de mamifere, 52 de specii de nevertebrate, 3 specii de reptile.